# BTOB TIME ～我們的演唱會～
《BTOB TIME ～我們的演唱會～》（韓語：BTOB TIME ～우리들의 콘서트～）是韓國男子音樂組合BTOB的第四次單獨演唱會，分別於2017、2018年在韓國京畿道及釜山舉辦共三場演唱會。

## 簡介
- 演出人員：徐恩光、李旼赫、李昌燮、任炫植、Peniel、鄭鎰勳、陸星材

### 京畿道場
- 主辦單位：Cube娛樂
- 售票單位：YES24
- 觀賞人次：約25,000+人（單場約12,500人）

### 釜山場
- 主辦單位：Cube娛樂
- 售票單位：YES24
- 觀賞人次：約8,800+人（單場）

## 背景
2017年11月22日，Cube娛樂於BTOB官方Daum宣布BTOB於同年12月23、24日於韓國京畿道日山 KINTEX舉行第四次單獨演唱會《BTOB TIME ～我們的演唱會～》。
2018年1月22日，宣布2018年2月24日於釜山BEXCO舉行該主題的第三場演唱會 。

## 場次
| 日期           | 國家 | 站次                            | 舉行地點                        |
| 2017年12月23日 |      | 京畿道                          | 韓國國際展覽中心（日山 KINTEX） |
| 2017年12月24日 |      | 京畿道                          | 韓國國際展覽中心（日山 KINTEX） |
| 2018年2月24日  | 釜山 | 釜山BEXCO 1樓 1號展示場 1號HALL |                                 |

## 演唱曲目
按演出曲序排列
1. 儘管說
2. MOVIE
3. Guitar（Stroke of Love）
4. 祈禱（I'll Be your Man）
5. 遇見了離別
6. SOMEDAY
7. Cry Me A River / 星材 （原唱：Justin Timberlake）
8. Feeling Good / 炫植 （原唱：Michael Bublé）
9. 隙（Miss You） / 昌燮 自作曲初公開舞台
10. Last Christmas
11. 哭也可以
12. 不要哭
13. Gashina / 恩光 （原唱：宣美）
14. She's Gone / 鎰勳 自作曲初公開舞台
15. THAT GIRL / Peniel
16. 有話要說 + 即使幼稚 / 旼赫 自作曲初公開舞台
17. Na Na Na
18. 第二次告白
19. 沒關係
20. 除了我都是狼
21. 興高采烈
22. My Lady
23. 想念
24. 星
25. Shake It
26. Finale：我們的演唱會

1. 儘管說
2. MOVIE
3. Guitar（Stroke of Love）
4. 祈禱（I'll Be your Man）
5. 遇見了離別
6. SOMEDAY
7. Tell Me / 星材
8. Feeling Good / 炫植 （原唱：Michael Bublé）
9. 隙（Miss You） / 昌燮
10. Last Christmas
11. 哭也可以
12. 不要哭
13. Gashina / 恩光 （原唱：宣美）
14. She's Gone / 鎰勳
15. THAT GIRL / Peniel
16. 有話要說 + 即使幼稚 / 旼赫
17. 夢裡
18. 第二次告白
19. 沒關係
20. 除了我都是狼
21. 興高采烈
22. My Lady
23. 想念
24. 過現未愛
25. Shake It
26. Finale：我們的演唱會

## 外部連結
- CUBE 韓國官方網站
- BTOB 日本官方網站